# Vita örnens orden (Polen)

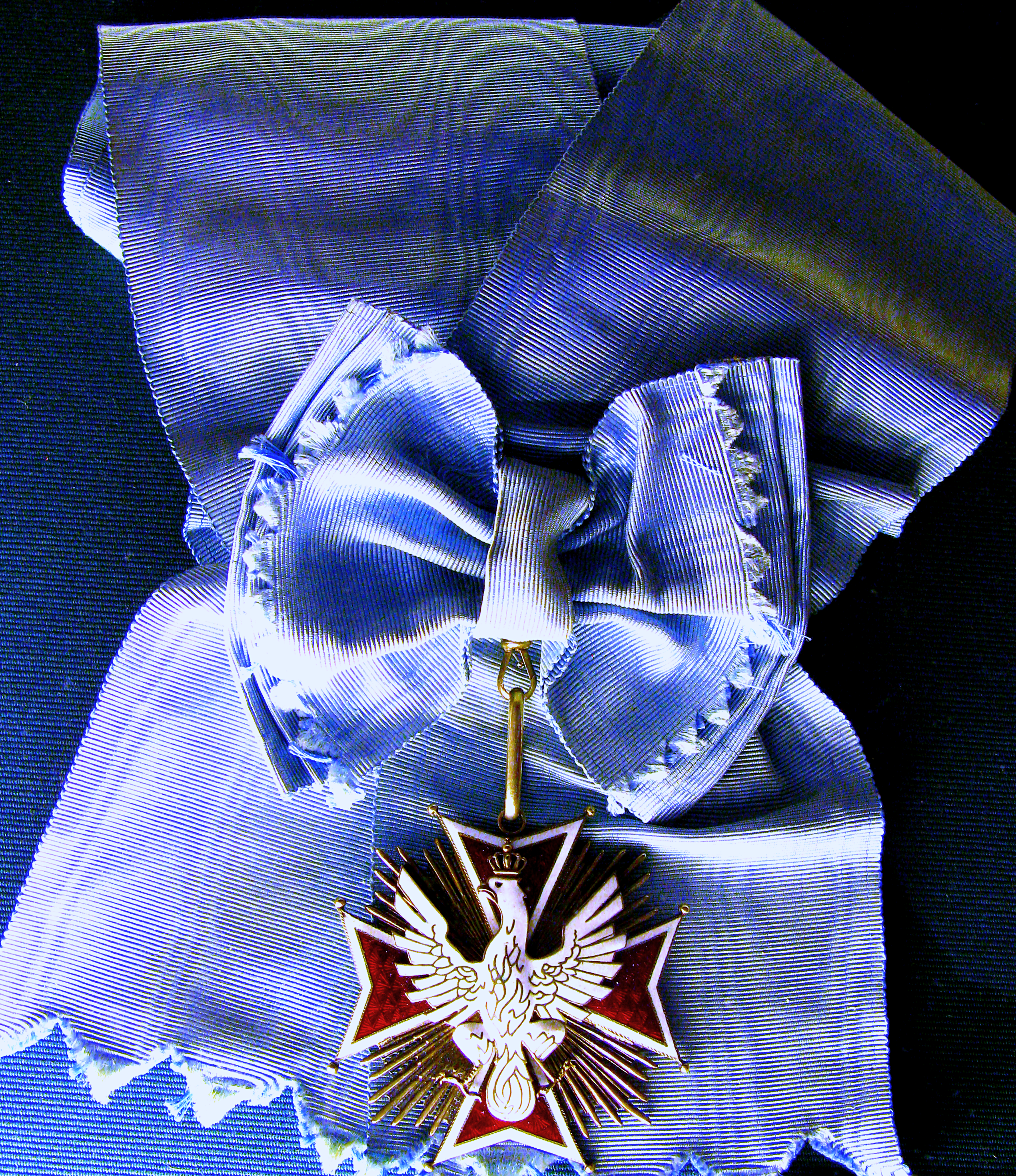
Vita örnens orden.

Vita örnens orden (polska: Order Orła Białego), är en polsk orden instiftad den 1 november 1705 av August den starke och utdelas av åtta av hans anhängare: fyra polska magnater, tre ryska fältmarskalkar (inklusive Peter von Lacy) och en kosackisk hetman. Den upphörde 1795 för att återuppstå 1807 i Hertigdömet Warszawa och fortsatte efter 1815 i Kongresspolen som en rysk orden fram till 1917. Sejmen gjorde den till den högsta orden 1921 men den upphörde igen 1948 för att återkomma 1992. Det är Polens högsta dekoration och tilldelas i en grad till både civila och militära samt utlänningar för deras förtjänster. Polens president är ordens stormästare.